# 深川地区消防組合
深川地区消防組合（ふかがわちくしょうぼうくみあい）は、北海道 深川市、雨竜郡妹背牛町・秩父別町・北竜町・沼田町が組織する一部事務組合（消防組合）。深川市に消防本部を置く。

## 概要

### 所在地
- 消防本部・深川消防署 : 〒074-0008 北海道深川市8条10-20
  - 多度志分遣所（たどし）: 〒074-0141 北海道深川市多度志2127
  - 妹背牛支署（もせうし） : 〒079-0501 北海道雨竜郡妹背牛町1区5町内
  - 秩父別支署（ちっぷべつ）: 〒078-2102 北海道雨竜郡秩父別町1875-12
  - 沼田支署（ぬまた）: 〒078-2202 雨竜郡沼田町南1条3丁目6-53
  - 北竜支署（ほくりゅう）: 〒078-2512 雨竜郡北竜町字和11-1

### 管内の概要(幌加内町加入当時)
- 管内人口 : 32,835人
  - 深川市 20,891人
  - 妹背牛町 2,995人
  - 秩父別町 2,423人
  - 北竜町 1,884人
  - 沼田町 3,124人
  - 幌加内町 1,518人

2018年（平成30年）4月現在
- 管内世帯数 : 16,477世帯
  - 深川市 10,818世帯
  - 妹背牛町 1,410世帯
  - 秩父別町 1,117世帯
  - 北竜町 836世帯
  - 沼田町 1,510世帯
  - 幌加内町 786世帯

2018年（平成30年）4月現在
- 管内面積 : 1,834.33 km2
  - 深川市 529.42 km2
  - 妹背牛町 48.64 km2
  - 秩父別町 47.18 km2
  - 北竜町 158.70 km2
  - 沼田町 283.35 km2
  - 幌加内町 767.04 km2

2018年（平成30年）10月1日現在

## 組織
- 消防長
  - 消防次長
    - 消防本部
      - 総務課
      - 予防課
      - 消防課

    - 深川消防署
      - 多度志分遣所
      - 支署（妹背牛、秩父別、沼田、北竜）

## 消防車両
「消防ポンプ自動車等一覧表」参照
- 火災調査車：1台
- 本部連絡車：1台
- 指揮車：1台
- 防災広報車：1台
- 人員輸送車：2台
- 救急車：3台
- タンク車：4台
- 小型ポンプ付き水槽車：2台
- 水槽車：1台
- 屈折はしご車：1台
- 化学車：1台
- 防災用機械：2台
- 連絡車：2台
- 指揮広報車：2台